# Luka Cindrić
Luka Cindrić (Ogulin, Croàcia, 5 de juliol del 1993) és un jugador d'handbol croat que juga de central al Barça Lassa i a la selecció d'handbol de Croàcia, amb la qual va aconseguir el bronze al Campionat Europeu d'Handbol Masculí de 2016.
El jugador va ser premiat com a millor jugador masculí de l'EHF de l'any 2017.

## Trajectòria
- HRK Karlovac (2012-2014)
- RK Metalurg Skopje (2014)
- RK Vardar (2015-2018)
- KS Kielce (2018-2019)
- Barça Lassa (2019-)